# Osvald Wasastjerna
Selim Osvald Wasastjerna, född 11 januari 1831 i Malax, död 7 juli 1917 Helsingfors, var en finländsk läkare. Han var kusin till Oskar Wasastjerna.
Wasastjerna blev medicine och kirurgie doktor och var 1865–76 docent i praktisk medicin vid Helsingfors universitet. Han förestod under en lång följd av år professuren i allmän patologi och medicinsk klinik, varjämte han skötte en omfattande läkarpraktik. Han erhöll vid avskedstagandet från docenturen professorstitel. Han donerade medel för främjande av finlandssvensk kultur.